# Phymactis
Phymactis is een geslacht van zeeanemonen uit de familie van de Actiniidae.

## Soorten
- Phymactis braziliensis Carlgren, 1939
- Phymactis clematis (Drayton in Dana, 1846)
- Phymactis papillosa (Lesson, 1830)
- Phymactis polydactyla Hutton, 1879
- Phymactis pustulata (Couthouy in Dana, 1846)
- Phymactis sanctaehelenae (Lesson, 1830)